# Neromia iodisata
Neromia iodisata là một loài bướm đêm trong họ Geometridae.